# Ruprecht zu den fünf Rosen
Die Johannis-Freimaurerloge „R5R“ ist eine Freimaurerloge in Heidelberg.

## Geschichte
Die Loge im Verbund der Vereinigten Großloge „Alte Freie und Angenommene Maurer“ (A.F.u.A.M.) wurde 1856 in Heidelberg gegründet.

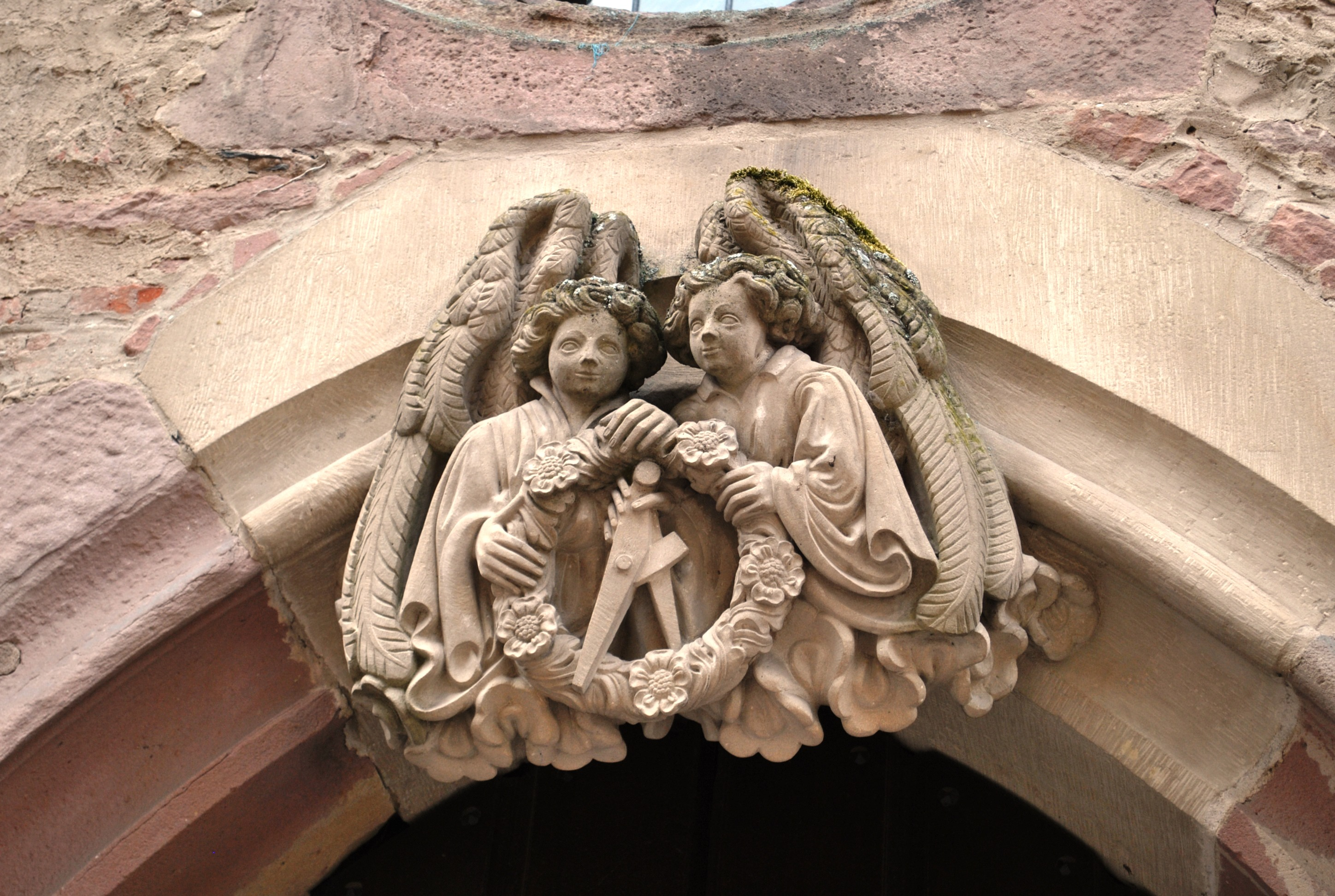
Steinmetzarbeit am Ruprechtsbau

Den Eingang zum Ruprechtsbau im Heidelberger Schloss krönt ein spätgotischer Schlussstein, der zwei Engelsgestalten, einen Kranz mit fünf Rosen sowie Zirkel und Winkelmaß zeigt. Diese Steinmetzarbeit – verbunden mit dem Namen des Pfalzgrafen Ruprecht III., des Erbauers des Ruprechtsbaus – wird 1856 bei Gründung der Loge von der Bruderschaft als Logenzeichen gewählt.
Nach ihrer Gründung erlebt die Loge einen raschen Aufschwung. 1861 wird der Historiker und Philosoph Otto Caspari Mitglied der Loge. 1864 stößt der Staats- und Völkerrechtler Professor Johann Caspar Bluntschli zu ihr. Durch sein Wirken als Meister vom Stuhl hat die Loge 1867 bereits 76 Mitglieder. Auf einem Grundstück am Klingenteich wird der Grundstein für ein eigenes Haus gelegt und 1870 findet dessen Einweihung statt. Der ausbrechende deutsch-französische Krieg lässt das Logenhaus vorübergehend zum Lazarett werden. 1881, dem Todesjahr von Bluntschli, zählt die Loge 106 Mitglieder. 1930/31, in der letzten existierenden Statistik, sind es 127. In den Mitgliederlisten erscheinen immer wieder Namen von Bürgern, die sich um das Wohl der Stadt Heidelberg verdient gemacht haben.
Nach der Machtergreifung Hitlers und dem Verbot der Freimaurerei 1934 wird das Haus einer chemischen Fabrik zur Verfügung gestellt. Erst 1947 kann es im desolaten Zustand wieder bezogen werden. Das unter Denkmalschutz gestellte Haus verschlingt mehr und mehr an Aufwand und so entschließen sich die Logenmitglieder 1988 zum Verkauf des Hauses an die Anthroposophische Gesellschaft.
1990 wird ein neues Heim in der Schwarzwaldstraße 29–31 im Stadtteil Kirchheim bezogen. Hier werden verstärkt die Aktivitäten, die das geistige Leben bestimmen und in die Öffentlichkeit ausstrahlen, fortgesetzt. Informationsabende über die Freimaurerei, kulturelle Veranstaltungen und Vorträge über soziale und ethische Fragen wechseln sich ab. Die Maxime dabei ist immer das Streben nach mehr Humanität auf der Welt. Die Loge führt die Matrikelnummer 372.